# Trioza agrophila
Trioza agrophila är en insektsart som beskrevs av Löw 1888. Trioza agrophila ingår i släktet Trioza och familjen spetsbladloppor. Enligt den finländska rödlistan är arten nära hotad i Finland. Arten är reproducerande i Sverige. Artens livsmiljö är friska gräsmarker. Inga underarter finns listade i Catalogue of Life.